# سد جبیه
سد جبیه (به لاتین: Jibiya Dam) یک سد خاکی و سد در نیجریه است که در Jibiya, Katsina State, Nigeria واقع شده‌است.